# Arctia pentapunctata
Arctia pentapunctata är en fjärilsart som beskrevs av Smith 1958. Arctia pentapunctata ingår i släktet Arctia och familjen björnspinnare. Inga underarter finns listade i Catalogue of Life.